# شالح پسر یهودا
شالح (به عبری: שֵׁלָה  شیلَح) در عبری آن را به معنی تخته سنگ یا دادخواهی دانسته‌اند. در تورات، او بزرگ‌ترین پسر از میان پسران یهودا بوده است.

## روایت تورات
بنا به روایت تورات، پس از آن که یهوه، عیر و اونان دو برادر بزرگ‌تر شالح را کشت،  یهودا نخواست که تامار که زن عیر بوده ، به عقد ازدواج شالح درآید. یهودا نگران بود که تامار مورد لعنت یهوه قرار داشته باشد، پس از تامار خواست تا به خانه پدرش برود و در آن جا بیوه بنشیند و تا بزرگ شدن شالح صبر کند. پس از بزرگ شدن شالح، یهودا باز هم به ازدواج آن دو تن در نداد.
در کتاب تواریخ ایام، ادعا شده‌است که شالح نام قبیله‌ای بوده‌است و عیر به عنوان نام طایفه‌ای از آن قبیله آمده‌است. به همین دلیل است که تورات‌شناسان، عموماً این داستان را نه واقعی بلکه اسطوره‌ای در بیان علت نامگذاری طوایف تلقی کرده‌اند؛ همچنان که بر این باور دارند که عیر نخست طایفه‌ای جدا از شالح بوده‌است که قبیله شالح آن را گرفته‌است.
برخی شالح را با صالح مذکور در قرآن یکسان دانسته‌اند؛ هر چند این همانندی محل تردید است.